# Förstärkt regional förmåga
Förstärkt regional förmåga sind Polizei-Spezialeinsatzkommandos in verschiedenen Teilen Schwedens. Ein ehemaliger Name war Piketen oder Piketpolisen. Die Piketen bestehen bereits seit dem Ende des 19. Jahrhunderts, damals als Bereitschaftspolizeikommandos.

## Geschichte
Als Nachwirkung des schweren Raubüberfalls mit Geiselnahme in Stockholm (siehe Geiselnahme am Norrmalmstorg) kam es zur Neuorganisation der Piketen 1973. Am 23. August 1973 stürmte der Strafgefangene Jan Erik Olsson während eines Freigangs das Geldinstitut „Kreditbanken“ am belebten Norrmalmstorg in Stockholm und nahm vier Bankangestellte als Geiseln. Bei einem Feuergefecht mit Olsson wurde ein Polizist verletzt. Über fünf Tage wurde die Bank belagert. Olsson gelang es, durch die Geiselnahme den in Haft befindlichen Verbrecher Clark Olofsson freizupressen. Dieser kam zu Olsson in die Bank. Olsson forderte drei Millionen Kronen (heute rund 300.000 Euro) und zudem Waffen, Helme, schusshemmende Westen und einen Wagen.
Am 28. August 1973 gelang es der Polizei schließlich, die Täter durch eingepumptes Betäubungsgas kampfunfähig zu machen und die Bank zu stürmen. Vor dem Hintergrund dieses Ereignisses und des Terroranschlags der RAF auf die deutsche Botschaft in Stockholm (siehe Geiselnahme von Stockholm) wurden die Piketen neu organisiert.

## Aufgaben
Die Piketen werden bei Sonderlagen und Einsätzen mit mittlerem oder hohem Gefährlichkeitsgrad von den örtlichen Polizeikräften angefordert. Auch werden sie zu riskanten Festnahmen, Razzien oder für Aufgaben des Personenschutzes gerufen. In Stockholm schützt die Gruppe seit 1996 sämtliche Botschaften.

## Organisation
Insgesamt versehen 200 Beamte ihren Dienst in drei Spezialeinheiten in Stockholm, Västra Götaland/Göteborg und Skåne/Malmö. Sie operieren auch im Rest des Landes. Die Einheit in Skåne hat zwischen 30 und 50 Einsätze im Jahr.
Die Piketen kooperieren mit den Kräften des Nationella insatsstyrkan (NI), den nationalen Spezialkräften mit Sitz in Stockholm und sind gemeinsam Teil von der Insatspolisen.

## Ausstattung
Neben einer Reihe von Transportmitteln (Fahrzeuge, Boote und Helikopter) steht den Piketen eine Reihe von Waffen zur Verfügung. Die Hauptwaffen sind die Heckler & Koch MP5, HK G36C und die Pistole SIG Sauer P226.
Es gab eine Diskussion, ob die damalige Piketpolisen auch Scharfschützen mit Scharfschützengewehren in ihren Reihen haben sollte. Es wurde jedoch entschieden, keine entsprechende Waffen zu beschaffen, weil dafür mehr Übungszeit benötigt wären.